# Falklandsund
Der Falklandsund (spanisch Estrecho de San Carlos) ist eine Wasserstraße in den südatlantischen Falklandinseln. Er trennt die beiden Hauptinseln der Inselgruppe Ostfalkland und Westfalkland und verläuft von Nord-Ost nach Süd-West. Er ist ca. 90 km lang und an der schmalsten Stelle unter 4 km breit. 
Die Meerenge wurde 1690 von John Strong entdeckt.
Während des Falklandkriegs 1982 war der Sund Kriegsschauplatz. Am 21. Mai 1982 drangen britische Kriegsschiffe vom Norden kommend in den Sund ein und errichteten einen Brückenkopf in der San-Carlos-Bucht. Von dieser Stelle aus eroberten sie die Ostinsel von Argentinien zurück.
Ansiedlungen am Falklandsund sind: Port San Carlos und San Carlos auf Ostfalkland bzw. Port Howard und Fox Bay auf Westfalkland.
Inseln im Falklandsund:
- Narrows Islands
- Great Islands
- Swan Islands